# История Республики Гаити
История Республики Гаити начинается с открытия острова Гаити Христофором Колумбом в 1492 году. Собственно французская колония Сан-Доминго была основана в 1659 году, а в 1803 году в результате Гаитянской революции возникло современное государство Республика Гаити.

## ИспанскаяЭспаньола
Колумб заложил небольшое поселение Навидад (Рождество), однако, когда он вернулся в следующем 1493 году, поселенцы исчезли, по-видимому, были убиты. Он заявил права Испании на весь остров и оставил своего брата Бартоломео для основания нового поселения.
Вслед за прибытием европейцев туземное население Гаити начало быстро вымирать. Высокая смертность в колонии была обусловлена убийствами, принудительными работами и репрессиями, однако наибольший вклад, скорее всего, внесли занесённые из Старого Света болезни, к которым у аборигенов не было иммунитета. Однако, значительное число «Таино» уцелели и стали селиться в других местах.
Испанская заинтересованность в острове начала спадать в 1520-х после обнаружения более прибыльных золотых и серебряных месторождений в Мексике и Южной Америке. После этого население Эспаньолы росло медленно. В 1606 году испанский король, напуганный атаками пиратов, приказал всем колонистам переселиться ближе к столице владения — Санто-Доминго. Это решение привело к противоположным результатам — английские, голландские и французские пираты стали устраивать базы на оставленных северном и западном берегах острова.

## ФранцузскоеСан-Доминго
В 1625 году на расположенном у северо-западного берега Гаити небольшом острове Тортуга обосновались французские буканьеры. Они жили за счет пиратства и охоты. Хотя испанцы несколько раз уничтожали их поселения, при первой же возможности буканьеры возвращались. Официальное поселение на Тортуге было основано в 1659 году по поручению французского короля Людовика XIV.
В 1664 году недавно основанная Французская Вест-Индская компания получила контроль над колонией, которая была ею названа Сан-Доминго, и Франция формально предъявила претензии на западную часть острова Гаити. В 1670 году французы основали первое постоянное поселение на самом острове — Кап-Франсуа (современный Кап-Аитьен). В 1697 году по Рисвикскому мирному договору Испания официально передала Франции западную треть острова. С этого времени буканьеры стали численно уступать плантаторам, которые начали выращивать табак, индиго, хлопок и какао на плодородных северных равнинах, что привело к ввозу рабов из Африки. Нередко происходили восстания рабов, и некоторые рабы уходили в горы, где смешивались с остатками таино, что привело к окончательному исчезновению чистокровных аборигенов.
До Семилетней войны (1756—1763) экономика Сан-Доминго постепенно росла. Сахар и, позднее, кофе стали важными экспортными культурами. После войны, во время которой морская торговля была нарушена, колония вступила в стадию бурного роста. В 1767 году было вывезено 72 млн фунтов сахара-сырца, 51 млн фунтов очищенного сахара, 1 млн фунтов индиго, 2 млн фунтов хлопка. Сан-Доминго стало «жемчужиной Антильских островов» — одной из богатейших колоний Французской империи XVIII века. К 1780-м Сан-Доминго производило около 40 % сахара и 60 % кофе, потребляемых в Европе — одна колония, по размеру примерно соответствующая Бельгии, производила больше сахара и кофе, чем вся Британская Вест-Индия.
В труде на плантациях были заняты около 790 тыс. африканских рабов (в 1783—1791 на Сан-Доминго приходилась примерно треть трансатлантической работорговли). Между 1764 и 1771 ежегодный ввоз рабов составлял 10—15 тыс., к 1786 около 28 тыс., а с 1787 года колония стала получать более 40 тыс. рабов в год. К 1789 году на 500 тыс. рабов приходилось только 32 тыс. господствующего белого населения. На протяжении всего периода существования колонии большинство рабов были рождены в Африке, так как жестокие условия существования препятствовали их естественному приросту. Поэтому влияние африканской культуры осталось сильным и к концу французского господства, в частности языческого культа вуду, образовавшегося в результате смешения католических ритуалов с верованиями и религиозными практиками Гвинеи, Конго и Дагомеи.
Для упорядочения рабства Людовик XIV в 1685 году ввел в действие Чёрный кодекс, предоставивший некоторые права рабам и наложивший обязательства на владельцев — кормить, одевать и поддерживать здоровье своих рабов. Чёрный кодекс также регламентировал телесные наказания, позволяя владельцам применять жестокие методы для внушения своим рабам должного послушания.
Тысячи рабов обретали свободу, спасаясь бегством в горы. Беглые рабы формировали общины маронов и нападали на изолированные плантации. Наиболее известным из них был Макандаль, однорукий раб родом из Гвинеи, бежавший в 1751 году. Он, бывший вудуистским унганом (священником), объединил множество банд маронов. Последующие 6 лет он провёл, совершая успешные рейды и ускользая от французов. Макандал убил, по общему мнению, более 6 тыс. человек, проповедуя фанатичную идею уничтожения белой цивилизации на Сан-Доминго. В 1758 году, после неудачной попытки отравления питьевой воды владельцев плантации, был схвачен и публично сожжён заживо в Кап-Аитьене.
На Сан-Доминго также присутствовала наибольшая на Карибах община «свободных цветных». Общая численность людей смешанной расы в 1789 году составляла 25 тыс. Первое поколение «цветных» было обычно потомками французских мужчин-рабовладельцев и африканок-наложниц. Во французских колониях данная практика приобрела полуофициальный статус (пласаж). По этой системе дети являлись свободными и могли наследовать собственность — образовался класс мулатов-собственников. Данный класс занимал среднее положение между африканскими рабами и французскими колонистами. Некоторые африканцы также пользовались правами свободных.
По мере роста «цветного» населения французские правители вводили дискриминационные законы. Указы запрещали «цветным» владеть некоторыми профессиями, жениться на белых, носить европейскую одежду, публично носить шпаги и огнестрельное оружие. Однако эти предписания не ограничивали покупку земли, и многие «цветные» собирали крупные владения и становились рабовладельцами. К 1789 году им принадлежала треть площади плантаций и четверть рабов Сан-Доминго. Ключевую роль в подъёме класса мулатов-собственников сыграла растущая важность кофе, который буйно рос на малорентабельных участках на склонах холмов. Местом наибольшей концентрации «цветных» стал южный полуостров — последний заселённый регион колонии, вследствие удалённости его от морских путей и труднопреодолимой гористой местности. В приходе Жереми они составляли большинство населения.

## Гаитянская революция
Осенью 1790 года на острове произошло восстание, чему предшествовала Великая французская революция во Франции. Мулаты во главе с Жаком Венсаном Оже потребовали равноправия с белыми. Бунт был подавлен, его участники казнены, но Учредительное собрание приравняло негров и мулатов к белым.
В августе 1791 года на острове вспыхнуло восстание, которое возглавил негр-вудуист Дутти Букман. С помощью США и Великобритании восстание было подавлено, а Букман схвачен и казнён.
В 1793 году на остров вторглись англичане, воевавшие с Францией. Испания, которая выступала против революции во Франции, привлекла восставших рабов на свою сторону, обещая им свободу. В феврале 1794 года лидер повстанцев Франсуа Доминик Туссен перешёл на сторону Франции и в мае завладел Санто-Доминго. Затем он стал фактическим руководителем севера страны, а в 1798 году окончательно изгнал с острова английские войска. В январе 1801 года Туссен-Лувертюр отменил рабство, земли белых плантаторов перешли в собственность негритянской верхушки. В 1802 году Франция предприняла попытку вернуть контроль над островом, там высадился экспедиционный корпус под командованием наполеоновского генерала Шарля Леклерка. Негритянские войска были разбиты. Туссен-Лувертюр попал в плен, был вывезен во Францию, где вскоре умер в тюрьме.
Однако в июне 1802 года вспыхнула эпидемия желтой лихорадки, от которой у французов не было защиты, вымирал один полк за другим. В ноябре 1802 года умер и сам Леклерк, и командование перешло к нерешительному и бездарному виконту Рошамбо. Занятый подготовкой войны с ведущими европейскими державами, Наполеон Бонапарт потерял интерес к французским колониям в Вест-Индии, и присланные на остров войска остались без поддержки.
Вскоре гаитянские генералы Дессалин, Кристоф и Петион вновь развернули войну против белых. Через год французские войска бежали из страны; три четверти французских солдат погибли.

## Независимость
1 января 1804 года лидер повстанцев генерал Жан Жак Дессалин провозгласил в западной части острова создание независимого государства и назвал его древним индейским именем Гаити. В том же 1804 году он объявил себя императором Жаком I. В 1805 году была принята конституция, по которой было отменено рабство и был введён запрет на покупку иностранцами недвижимости на территории Гаити.
Была организована массовая резня белых в 1804 году и создана сильная армия в размере 10 % населения. В 1805 году Дессалин пытался отвоевать у французов восточную (бывшую испанскую) часть острова, но это ему сделать не удалось.
Земли были переданы бывшим рабам, что вызвало недовольство бывших военных и плантаторов. В октябре 1806 года они подняли мятеж и провозгласили президентом Анри Кристофа. 17 октября 1806 года Жан-Жак Дессалин был убит. Из-за возникших междоусобиц между неграми и мулатами государство раскололось на «Государство Гаити», контролируемое негром Анри Кристофом и «Республику Гаити», контролируемую мулатом Александром Петионом.
В 1811 году Кристоф провозгласил себя королём Анри I. В его Королевстве Гаити был создан дворянский класс, состоящий из негров, основаны школы, создана армия, стала развиваться торговля.
В Республике Гаити, контролируемой Петионом, были предприняты ряд мер, давшие толчок развитию экономики: в частности, земли были розданы мелким землевладельцам и был отменён налог в размере трети урожая. Петион поддерживал борьбу за независимость Латинской Америки и помогал Боливару.
После смерти Петиона в марте 1818 года президентом стал Жан-Пьер Буайе, который сумел распространить своё влияние на весь остров и стал правителем всего Гаити.
Буайе правил Гаити до 1843 года. Он добился от Франции признания независимости, но в обмен должен был уплатить компенсацию за конфискованную собственность. В марте 1843 года после вспыхнувшего вооружённого восстания Буайе подал в отставку. Его на посту президента сменил Шарль Эрар, при котором в 1844 году Санто-Доминго отделилось от страны.
До 1847 года в стране сменилось 5 правительств, после чего в марте 1847 года президентом был избран Фостен Эли Сулук. В августе 1849 года он провозгласил себя императором Фостеном I, преследовал мулатов и безудержно тратил государственные средства, что привело к нищете среди населения и нарастанию недовольства. Попытки вернуть Доминиканскую Республику под контроль Гаити потерпели провал. В январе 1859 года генерал Фабр Жефрар сверг Сулука и попытался вывести страну из кризиса: предпринимал меры по развитию экономики, создал морской, художественный и медицинский колледжи. В 1867 году он был свергнут. До 1879 года в стране царил хаос: правительства сменялись одно за другим. В 1879 году к власти пришёл генерал Этьен Саломон, проведший ряд реформ и погасивший внешний долг. После падения его режима страна вновь впала в кризис.

### XX век
Положение ещё больше ухудшилось в начале XX века, когда власти напечатали быстро обесценившиеся деньги. Страну захлестнула инфляция.
27 января 1914 года забастовки и восстания привели к отставке президента Мишеля Ореста. Начались массовые беспорядки и погромы во всей стране. С целью подавления беспорядков на острове высадились морские пехотинцы США, которые заняли Центральный банк страны и изъяли золотые запасы страны. 8 февраля президентом стал Эмануэль Орест Самор. Продолжающиеся беспорядки привели к его отставке. В феврале 1915 года к власти пришёл проамериканский президент Жан Вильбрен Гийом Сан. В столице вновь вспыхнули беспорядки, и Гийом Сан укрылся во французском посольстве. 27 июля в столичной тюрьме были казнены 170 политических заключённых. В ответ на это 28 июля взбешенная толпа городских жителей ворвалась в посольство, вытащила генерала Сана на площадь, где он был до смерти закидан камнями.

### Американская оккупация
В августе того же года под давлением США президентом был избран Филипп Сюдр Дартигенав. Командование США провело массовые аресты и распустило армию. Ситуация в стране продолжала оставаться нестабильной, постоянно вспыхивали крестьянские бунты.
В 1917 году Дартигенав разогнал Законодательный совет после того, как он отказался одобрить разработанную американцами конституцию Гаити.
В 1918 году новая конституция вступила в действие. Она признавала за иностранцами владение недвижимостью и землёй, утвердила американскую оккупацию. В это время в стране вспыхнуло крупное восстание во главе с офицером Шарлеманем Перальтом. В его армии было 40 тысяч человек. В октябре 1919 года его армия попыталась штурмом взять Порт-о-Пренс и свергнуть Дартигенава, но его армия была разгромлена, сам Перальт попал в плен и был казнён. К 1920 году партизанское движение в стране было подавлено, погибли свыше 13 тысяч гаитян.
В 1929 году в стране вспыхнули крестьянские и студенческие беспорядки, антиамериканские выступления. Президент США Герберт Гувер послал на Гаити комиссию для подготовки вывода американских войск с острова. Под давлением США президент Луи Борно ушёл в отставку.
С марта по ноябрь 1930 г. обязанности президента исполнял Луи Эжен Рой. в ноябре 1930 года президентом стал Стенио Жозеф Винсен, который начал переговоры о выводе американских войск из страны. В июле 1934 года, уже когда президентом США был Франклин Рузвельт, было подписано соглашение о выводе американских войск из страны. С 6 по 15 августа 1934 года американские войска были выведены из страны, 21 августа был спущен американский флаг с президентского дворца. Однако контроль США над экономикой страны сохранялся.

### Период 1935—1957 гг.
В 1935 году была введена новая конституция. В 1937 году в соседней Доминиканской Республике произошла массовая резня гаитян, что привело к вооружённым столкновениям между двумя странами. Войну удалось предотвратить, когда Рафаэль Трухильо согласился выплатить Гаити компенсацию. В апреле 1941 года президентом страны стал Эли Леско. С началом Второй мировой войны он объявил войну Японии.
В январе 1946 года в стране вспыхнула всеобщая забастовка, заставившая Леско 11 января подать в отставку. До августа 1946 года у власти был председатель военного исполнительного комитета Франк Лаво. В августе 1946 года впервые за 30 лет президентом стал негр Дюмарсе Эстиме. Придя к власти, он предоставил американским компаниям право на владение землёй. В 1950 году он пытался переизбраться на новый срок, но не был поддержан парламентом и распустил его. 10 мая Эстиме был свергнут армией. В декабре полковник Поль Эжен Маглуар стал президентом. В 1954 году он ужесточил репрессии против оппозиции. В 1956 году он попытался переизбраться. Это решение вызвало всеобщую забастовку в стране, и 12 декабря режим Маглуара пал.
Были назначены новые выборы. В период до выборов между сторонниками различных кандидатов развернулась борьба за власть. В мае 1957 года бывший министр образования и руководитель Рабоче-крестьянского движения Пьер Финьоль стал временным президентом. 14 июня 1957 года генерал Антонио Кебро осуществил военный переворот и запретил Рабоче-крестьянское движение. В сентябре состоялись выборы, на которых победил бывший министр здравоохранения доктор медицины Франсуа Дювалье.
| Папа Док на 1 гаитянском гурде, 1979 | Папа Док на 1 гаитянском гурде, 1979 | Папа Док на 5 гурдах, 1979 | Папа Док на 5 гурдах, 1979 |

### Диктатура Дювалье
22 октября 1957 года Франсуа Дювалье официально вступил в должность президента. Придя к власти, он провозгласил лозунг «власть чёрным». Он провёл чистку в армии, запретил профсоюзы и оппозицию. Посредством тайной полиции («тонтон-макуты») Дювалье расправлялся с инакомыслящими и держал население в страхе. В апреле 1961 года Дювалье распустил Конгресс.
В 1961 году Дювалье добился переизбрания на президентский пост на второй срок. Во внешней политике Дювалье ориентировался на США. В 1962 году во время Карибского кризиса Дювалье предоставил американцам гаитянские порты и аэродромы. Он выдавал себя за стойкого антикоммуниста и союзника США в борьбе с «красной угрозой». В 1963 году отношения между США и Гаити обострились, когда Кеннеди обвинил Дювалье в диктаторстве. Тогда Дювалье публично объявил, что нашлёт на Кеннеди проклятье. Через полтора месяца, 22 ноября 1963 года, Кеннеди был убит.
В 1963 году ухудшились отношения между Доминиканской республикой и Гаити. Президент Доминиканской республики оказывал помощь гаитянским эмигрантам, боровшимся за свержение Дювалье. Всё это привело к тому, что Доминиканская Республика едва не напала на Гаити, но конфликт был улажен Организацией американских государств.
Когда в США возрастало движение негров за свои права, то Дювалье говорил, что США мало помогают Гаити, потому что большинство гаитян — чёрные, и требовал больше денег на борьбу с «красной угрозой». В июне 1964 года Дювалье объявил себя пожизненным президентом.
В 1967—1968 годах в стране постоянно вспыхивали крестьянские бунты, неоднократно происходили попытки свержения Дювалье. В 1968—1969 годах на острове несколько раз высаживались группы эмигрантов с целью свержения диктатора. 14 апреля 1967 года, когда предполагалось отпраздновать 60-летие Дювалье, мятежниками было взорвано в Порт-о-Пренсе несколько бомб, и церемония празднования была сорвана. Дювалье ответил оппозиции жестокими репрессиями. В апреле 1970 года против Дювалье восстала часть гаитянского флота: экипажи судов береговой охраны обстреляли президентский дворец. Мятеж был подавлен с помощью американской авиации.
В конце 1960-х годов Дювалье, страдающий диабетом и сердечной недостаточностью, стал думать о преемнике. Незадолго до своей смерти в 1971 году Дювалье внёс поправки в конституцию, которые позволили ему назначить преемника. Преемником он выбрал своего сына Жан-Клода Дювалье. Возрастной ценз на президентский пост был снижен с 40 до 20 лет. Но на тот момент Жан-Клоду было 19 лет, и поправки в конституцию пришлось вносить снова.
21 апреля 1971 года Франсуа Дювалье умер. О его смерти было сказано только несколько дней спустя, опасаясь народных волнений. «Бэби Док» продолжал дело своего отца. При нём часть «тонтон-макутов» была преобразована в «леопардов», что не изменило их сути.
Власть «Бэби Док» удержать не сумел — в январе 1982 года произошла попытка восстания, в 1984 году в стране начались голодные бунты. В июле 1985 года Жан-Клод объявил себя пожизненным президентом, но в конце года в стране начались массовые восстания против диктатора, которые уже невозможно было остановить ни политическими, ни силовыми методами. 7 февраля 1986 года военно-морской флот США блокировал побережье Порт-о-Пренса. Диктатор и его семья бежали из страны во Францию.

### Период после диктатуры
Власть на Гаити перешла к белому генералу Анри Намфи. Однако позиции сторонников Дювалье были сильны, и они продолжали терроризировать население. Период перед назначенными на 29 ноября 1987 года президентскими выборами и даже день их проведения прошли в атмосфере террора со стороны тонтон-макутов. Были убиты 2 кандидата в президенты, Луис Атис (Демократическое движение за освобождение) и Ив Волель (Христианско-демократический союз). В день выборов было убито до 300 человек, пытавшихся проголосовать. В январе 1988 года на повторных выборах победил лидер Объединения прогрессивных национальных демократов Лесли Манига, получивший в 1-м туре 50,2 % голосов (голосовало около 10 % избирателей). Он не нашёл общего языка с армией, а левая оппозиция обвинила его в соглашательстве со сторонниками Дювалье. 20 июня 1988 года Манига был свергнут, и к власти вернулся Анри Намфи, который продолжал преследование оппозиции. 17 сентября того же года и он был свергнут (группой из 30 сержантов и капралов из числа охраны президентского дворца, под руководством 27-летнего сержанта Жозефа Эбрё). Новым военным главой страны стал Проспер Авриль, продолживший политику своего предшественника. В стране возобновились массовые протесты (2 апреля 1989 года была ещё одна попытка переворота, сопровождавшаяся недельными боями, а 8-9 ноября 1989 прошла 48-часовая всеобщая забастовка с протестом против ареста и пыток трёх лидеров оппозиции), и 10 марта 1990 года тот был свергнут.
16 декабря 1990 года президентом был избран Жан-Бертран Аристид — бывший католический священник, приверженец «теории освобождения». Он собирался провести ряд политических и социальных реформ, но его планы встретили сопротивление в парламенте и армии. 29 сентября 1991 года Аристид был свергнут, власть в стране захватил генерал Рауль Седра, который начал террор против сторонников Аристида.
США отказывались признавать режим Седра. В 1994 году ООН наложило эмбарго на ввоз в Гаити любых товаров, кроме продовольствия и медикаментов. США поставили своей задачей возвращения в страну свергнутого хунтой Аристида и потребовали Седра уйти в отставку. Была развёрнута широкая пропагандистская программа против гаитянского режима, к берегам Гаити подошли корабли американского военно-морского флота.
19 сентября 1994 года в результате военного вторжения США (операция «Поддержка демократии») Р. Седра и его сторонники ушли в отставку, были расформированы ранее существовавшие вооружённые силы и полиция (вместо них началось формирование национальной полиции численностью 4500 чел.). На острове был размещён миротворческий контингент войск ООН.
15 октября 1994 года в страну вернулся Аристид, который приступил к исполнению обязанностей президента. Он создал политическое движение «Лавалас».
17 декабря 1995 года на выборах победил кандидат «Лавалас» Рене Преваль. Придя к власти, он начал реформы неолиберального толка, что обострило и без того сложную ситуацию в стране. В 1997 году в стране начались массовые забастовки, часто перерастающие в столкновения с полицией. Движение «Лавалас» раскололось, сторонники Аристида создали своё движение «Семья Лавалас».

### XXI век
В 2001 году к власти в стране вновь вернулся Аристид. Было создано «альтернативное правительство» во главе с самопровозглашённым президентом Гуаргом. В 2003 году Гуарг был арестован. Правительство Аристида отказалось провести досрочные парламентские выборы.
В экономической политике Аристид пошёл на непопулярные меры, сделав ряд уступок МВФ, что осложнило и без того тяжелую ситуацию в экономике страны.
5 февраля 2004 года в Гонаиве начался антиправительственный мятеж, возглавленный «Революционным фронтом сопротивления Артибонита». Мятежники заняли север страны, почти все крупные города и окружили столицу. Они потребовали отставки президента Аристида. 29 февраля 2004 года Аристид подал в отставку и бежал из страны. Позже он будет утверждать, что был насильно вывезен из страны американскими военными. Временно исполняющим обязанности президента стал председатель Верховного суда Гаити Бонифас Александр. Он обратился к ООН с просьбой направить в страну международные силы для наведения порядка. В апреле 2004 года в страну были введены воинские контингенты из США, Франции, Канады и Чили. 14 мая 2006 года президентом страны был снова избран Рене Преваль, популярный среди малоимущих слоев населения. Ситуация в стране на протяжении его правления оставалась нестабильной, происходили массовые акции протеста с различными требованиями — от простого обеспечения продовольствием голодных до возврата к власти президента Аристида.
9 октября 2009 года при выполнении патрулирования границы между Республикой Гаити и Доминиканской республикой разбился самолёт ООН (погибли 11 военнослужащих Иордании и Уругвая из состава миротворческого контингента ООН, находившиеся на борту).
12 января 2010 года ночью на Гаити произошло сильнейшее за последние 200 лет землетрясение. На юге острова, в 15 километрах от столицы Порт-о-Пренс, с небольшим интервалом были зафиксированы два мощных толчка магнитудой 5,9 и 7. Всего же в регионе за последние сутки произошло более 30 толчков магнитудой от 4,5 до 5,7. В результате серии подземных толчков была почти полностью разрушена столица страны Порт-о-Пренс. Остров остался без электричества и связи, большинство зданий полностью разрушены, десятки тысяч людей лишились крова, причем многие дома в этой беднейшей стране и в нормальных условиях опасны для жизни. В ликвидации последствий удара стихии принимали участие спасательные команды многих стран мира: США, России, Китая, Филиппин, Мексики. По последним данным на март 2010 года, число жертв землетрясения достигло 300 тысяч человек. Эксперты называют цифры общего ущерба, нанесенного землетрясением, на сумму от 8 до 14 миллиардов долларов.
В октябре 2010 года в стране разразилась эпидемия холеры, которая в итоге охватила около 600 тысяч человек и унесла жизни около 8 тысяч. Некоторые специалисты связывают её возникновение с антисанитарными условиями, в которых находится значительная часть населения после январского землетрясения. Однако частью гаитян поддерживалась версия о том, что в эпидемии виновны миротворцы ООН, на основании чего с организации была потребована денежная компенсация. ООН отказалась её выплатить.
14 мая 2011 года после окончания полномочий Рене Преваля президентом был избран Мишель Мартелли, политик и известный музыкант. Вступая в должность президента, Мартелли пообещал ускорить темпы строительства жилья и объектов инфраструктуры, содействовать развитию сельского хозяйства и воссоздать армию. Однако протесты сторонников Аристида не прекратились — несколько раз в столице проходили демонстрации против высоких цен, воссоздания армии и коррупции чиновников. Президента критиковали даже коллеги по цеху — гаитянские музыканты. В то же время отставные военные из расформированной армии, не сдавшие оружие, устроили свою акцию протеста, за которую несколько десятков человек было арестовано.
20 ноября 2016 года после нескольких длительных задержек на Гаити прошли президентские выборы. Президентом был избран Жовенель Моиз.
7 февраля 2019 года после сообщений из зала суда о том, что высокопоставленные чиновники правительства Гаити злоупотребили кредитами до 3,8 млрд долларов США от венесуэльского Petrocaribe и что президент Моиз был причастен к коррупции, начались массовые протесты в различных городах страны. Протестующие напали на роскошные автомобили богатых гаитян, нанеся им ущерб. Протесты 9 февраля привели к новым столкновениям с полицией: демонстранты бросали камни в дом президента Моиза после того, как сотрудники службы безопасности одного из его союзников врезались в машину женщины и начали избивать её. 12 февраля демонстранты сожгли популярный рынок, разграбили различные магазины и помогли освободиться заключённым из тюрьмы в Аквине. Демонстранты также разграбили здание, в котором размещалось генеральное консульство Италии и Перу. Президент Моиз выступил 14 февраля, заявив, что не уйдет в отставку.
7 июля 2021 года президент Жовенель Моиз был убит. Исполняющим обязанности президента объявил себя премьер-министр Клод Жозеф. 20 июля 2021 года исполняющим обязанности президента стал премьер-министр Ариэль Анри. После убийства президента экономический и политический кризис в Гаити, начавшийся в конце 2010-х с протестов против высоких цен на топливо, только усугубился. Обострился дефицит продовольствия, осложнилась ситуация в сферах энергетики и здравоохранения, резко возрос уровень насилия, а влияние различных преступных группировок, в особенности в столице, тоже значительно выросло. Нарастающую нестабильность усугубило очередное землетрясение, потрясшее Гаити 14 августа 2021 года.
8 июля 2022 года, через день после годовщины убийства президента Моиза, Порт-о-Пренс оказался охвачен волной насилия. Две бандитские группировки, G9 и G-pep, устроили перестрелки, сражаясь за контроль над городом. Очагом насилия стали трущобы Сите-Солей. В итоге двух дней насилия погибло 89 человек, по меньшей мере 74 получили ранения.
Осенью 2022 году Гаити охватили беспорядки, когда большие группы демонстрантов собрались на главном топливном терминале страны в знак протеста против сокращения государственных субсидий на топливо. Протестующие и члены вооруженных банд блокировали порт и нефтетерминалы, перекрыв поставки горючего в города. Множество учреждений, включая три четверти больниц Гаити, были вынуждены прекратить работу. Фактически власть перешла в руки бандитских группировок; полицейские участки были осаждены ими. В октябре 2022 года правительство Гаити попросило международное сообщество о вводе в страну иностранных войск для наведения порядка.
В феврале 2024 года, после отъезда премьер-министра страны Ариэля Анри в Кению, где он должен был провести переговоры об организации международной полицейской операции в Гаити для борьбы с вооруженными бандами, банды начали скоординированные атаки на государственные учреждения в Порт-о-Пренс: нападениям подверглись Центральный банк, полицейские участки, национальный футбольный стадион и крупнейшие тюрьмы. 2 и 3 марта 2024 года в результате захвата тюрем из них сбежало около 3700 заключённых. 4 марта банды попытались захватить главный международный аэропорт страны, однако военным и полиции удалось отбить атаку. Лидер альянса гаитянских банд Джимми Шеризье, по прозвищу Барбекю, призвал преступные группировки объединиться и свергнуть Анри. Из-за мятежа банд самолет Анри не смог вернуться на Гаити и вместо этого 4 марта сел в Сан-Хуане, столице Пуэрто-Рико. 12 марта, после саммита лидеров государств Карибского бассейна на Ямайке, Ариэль Анри объявил, что уйдет в отставку, когда в стране будет сформирован переходный президентский совет — временный орган исполнительной власти.
24 апреля 2024 года, за день до церемонии инаугурации переходного президентского совета, Анри, находившийся тогда в Лос-Анжелесе, подписал заявление об отставке. Кабинет министров назначил исполняющим обязанности премьер-министра страны министра экономики и финансов Мишеля Патрика Буавера. Мандат временного правительства истекает 7 февраля 2026 года или ранее в случае избрания нового президента Гаити по результатам всеобщих выборов.